# Flickr
Flickr és un lloc web gratuït que funciona com a xarxa social, i que permet emmagatzemar, ordenar, buscar, vendre i compartir fotografies i vídeos en línia. Va ser desenvolupat per Ludicorp el 2004, una empresa fundada el 2002 a Vancouver (Canadà). El març del 2005, Flickr i Ludicorp foren comprades per Yahoo! Actualment Flickr compta amb una important comunitat d'usuaris que comparteix fotografies i vídeos de creació pròpia.
És un servei molt utilitzat pels bloggers com a dipòsit de fotos per allotjar imatges que incrustar als blogs i altres mitjans socials.
Yahoo informa el juny de 2011 que Flickr compta amb un total de 51 milions de membres registrats i 80 milions de visitants únics. L'agost de 2011 un informe revela que el lloc acull més de 6 milions d'imatges i el nombre creix a bon ritme. La popularitat de Flickr es deu fonamentalment a la seva capacitat per administrar imatges mitjançant eines que permeten a l'autor etiquetar les seves fotografies i explorar i comentar les imatges d'altres usuaris. A més, aquesta comunitat es regeix per normes de comportament i condicions d'ús que afavoreixen la bona gestió dels continguts.
A part del lloc web, Flickr compta amb una aplicació mòbil oficial per iOS, Android, PlayStation Vita i els sistems operatius de Windows Phone.
Es pot accedir al contingut de Flickr sense necessitat de registrar un compte. Tot i així, sí que és necessari fer-ne un per a carregar fotografies o vídeos. Registrar un compte també permet crear una pàgina de perfil pròpia on es mostra el material que l'usuari puja i també atorga la possibilitat d'afegir altes usuaris de Flickr com a contactes.

## Història
Flickr va ser llançat al febrer de 2004 per Ludicorp, una empresa amb seu a Vancouver fundada per Stewart Butterfield i Caterina Fake. El servei va sorgir a partir d'eines creades, originalment, per Game Neverending de Ludicorp, un joc massiu multijugador en línia basat en la web. Flickr resultar ser un projecte més factible, i en última instància Game Neverending es va arxivar. Això no obstant, Butterfield ha posat en marxa un joc en línia d'intenció semblant, però el projecte està força estancat.
Les primeres versions de Flickr es van centrar en una sala de xat multiusuari anomenada FlickrLive amb capacitats d'intercanvi de fotos en temps real. Les successives evolucions es van enfocar més en la publicació i classificació de fotografies i la sala de xat va ser tancada. La patent està pendent.
El març de 2005, Yahoo! va adquirir Ludicorp i Flickr. El cost d'adquisició va ser de $35 milions. A partir d'aquest moment Yahoo! va abandonar el seu servei Yahoo! Fotos i centrà els seus recursos en Flickr. Entre el 26 de juny i el 2 de juliol es va dur a terme una migració de tot el contingut des dels servidors al Canadà cap als servidors dels Estats Units.
El 16 de maig de 2006, Flickr va actualitzar els seus serveis de beta a gamma i va renovar el disseny, a més de fer una revisió estructural. Segons les FAQ (Frequently asked questions) del lloc, el terme "gamma" no s'utilitza gaire en el desenvolupament de programari. En poques paraules, aquest terme es refereix al fet que el servei està, constantment, sent provat pels usuaris i que es troba en un estat de millora perpètua. Al desembre de 2006 el límit de pujades per als compres gratuïts es va incrementar a 100MB i el límit es va retirar per als comptes Pro, el que permet un nombre il·limitar d'arxius per als titulars d'aquest tipus de comptes.
El gener de 2007, Flickr va anunciar als titulars anteriors a la compra de Yahoo! (membres "Old-Skool"), que havien d'associar el seu compte amb una ID de Yahoo! per a poder continuar utilitzant el servei. Aquesta mesura va ser força criticada per alguns usuaris. Més tard, l'estiu de 2007, Yahoo! va anunciar que totes les fotografies del servei Yahoo! Fotos serien esborrades. Es va donar l'opció als usuaris del servei de migrar les seves fotos a Flickr. En canvi, les seves fotos es perdrien. Ambdues mesures foren criticades pels usuaris d'aquests serveis. Yahoo! Fotos es va tancar definitivament el 18 d'octubre de 2007.
L'11 de juliol de 2007, el servei, originalment disponible únicament en anglès, fou llençat en 7 llengües més, entre elles el castellà.
El 9 d'abril de 2008, Flickr va començar a permetre als subscriptors de pagament pujar vídeos, amb un límit de 90 segons de durada i 150 MB de grandària. El 2 de març de 2009, Flickr afegeix la possibilitat de pujar i veure vídeos en alta definició i amplia l'opció de pujar vídeos per als subscriptors de comptes gratuïts. Alhora, es va augmentar el límit establert per a les comptes gratuïts. Aquest nou servei va ser criticat per part de la comunitat d'usuaris, que considerava la inclusió de vídeos com un una amenaça a la identitat de Flickr. Per donar resposta a la crítica, Flickr va oferir l'opció d'excluir els videos dels resultats de busqueda d'imatges.
Al maig de 2009, el fotògraf oficial de la Casa Blanca, Pete Souza va començar a utilitzar Flickr com a conducte per a l'alliberament de fotografies de la Casa Blanca. El 20 maig 2013 Flickr donar a conèixer una disposició redissenyada i característiques addicionals, incloent 1 terabyte d'emmagatzematge gratuït per a tots els usuaris. A més, presenta una aplicació Android. Tech Radar descriu la resposta dels usuaris al nou disseny i la nova estructura de preus com "aclaparadorament negatius", dient que, malgrat que aquestes respostes són comuns, el nou estil de Flickr representa un "canvi radical" en el seu propòsit.
Un cop creada l'aplicació de Flickr per a la telefonia mòbil i després de diverses modificacions de l'App de Flickr, disponible en iOS, Android i Blackberry, el 2013, arribà una última actualització amb la versió 2.10.803 (concretament en el sistema iOS). Després d'haver canviat totalment la interfície el desembre de 2012, a partir d'ara podem accedir a visualitzar les fotografies en alta qualitat i també veurem que les pujades de dades han augmentat en velocitat. Ara també hi ha la possibilitat, amb l'iPohne, de prendre fotografies desarles automàticamen a la galeria de flickr.
Actualment Yahoo! Image Search prioritza en les seves búsquedes les imatges de Flickr. A més ofereix la possibilitat de realitzar búsquedes d'imatges procedents exclusivament de Flickr i d'imatges acollides a llicències Creative Commons allotjades a Flickr.

## Funcionalitats
El sistema de Flickr permet fer cerques d'imatges per etiquetes (tags), per data i també pel tipus de llicència Creative Commons.
Altres funcionalitats són els canals RSS i Atom, com també una API que permet a desenvolupadors independents desenvolupar els seus propis serveis.
El servei es basa en les característiques habituals de l'HTML i l'HTTP, podent així ser usable en múltiples plataformes i navegadors. La interfície d'etiquetació i edició de text utilitza AJAX, que també és compatible amb la gran majoria dels navegadors. Un component no essencial del lloc web, Organizr, es basa en la tecnologia de Macromedia Flash, la qual és àmpliament disponible, però no plenament oberta.
Les fotografies o imatges poden també ser transmeses a través del correu electrònic.
Flickr és especialment popular entre els usuaris de Macintosh, els quals sovint són exclosos d'altres llocs web per a compartir fotografies i videos perquè hi és necessària una arquitectura PC/Windows.
Una de les característiques de Flickr, és que permet als usuaris registrats triar qui vol que accedeixi al seu material. Per això només cal marcar-les com a públiques, només pels amics (contactes de Flickr) o per la família, encara que siguin usuaris de franc. També permet triar la llicència amb què es publiquen les fotografies, donant a triar entre una àmplia gamma de llicències, algunes d'elles compatibles amb les de la Viquipèdia, la qual cosa ha donat lloc a diversos projectes per compartir-les, com ara FlickrLickr.

### Tipus de comptes
Flickr ofereix dos tipus de comptes: Free i Pro.
Principals característiques dels comptes Pro i gratuïts:
Comptes Pro:
- Càrrega il·limitada de fotos (20 MB per foto)
- Càrrega il·limitada de vídeos (màxim de 90 segons, 500 MB per vídeo)
- La capacitat de mostrar vídeo HD
- Quantitat il limitada d'emmagatzematge
- Quantitat il·limitada d'amplada de banda
- Arxivat d'imatges originals en alta resolució
- La capacitat de reemplaçar una foto
- La possibilitat de publicar qualsevol de les teves fotos o vídeos en fins a 60 murals de grups
- Exploració i ús compartit sense anuncis publicitaris
- La possibilitat de veure estadístiques de referenciadors i recompte de visites

Comptes gratuïts:
- El compte no és del tot gratuïta, t'exigeix un número de mòbil per enviar-te el codi d'activació a través del sistema de micropagaments per recepció de sms.
- Límit de càrregues de fotos mensuals de 100 MB (10 MB per foto)
- 2 càrregues de vídeos per mes (màxim de 90 segons, 150 MB per vídeo)
- Vistes de les galeries limitades a les 200 imatges més recents
- La possibilitat de publicar qualsevol de les teves fotos a fins a 10 murals de grups
- Accés únic a imatges de grandària menor (encara que els originals es guarden en cas que actualitzis el compte després)
- Al novembre de 2008, Flickr allotjava més de tres mil milions d'imatges.[4] Cada minut s'agreguen Flickr voltant de 5000 imatges.

### Grups
Els grups poden ser iniciats per qualsevol membre de Flickr. El creador del grup de Flickr té la capacitat de controlar i establir restriccions per al grup. Els grups s'utilitzen com una forma de comunicar-se amb altres membres de Flickr al voltant d'interessos comuns sobre fotografía. Si un usuari opta per seguir un grup, és possible que les recents pujades del grup de vegades apareguin a la pàgina principal d'aquest quan inicien sessió.

### Organització
Flickr demana a aquells que pugin fotografies que organitzin les imatges etiquetant-les amb tags (una forma de metadades). D'aquesta manera és més fàcil que la resta d'usuaris trobin imatges relacionades amb temes específics, com ara localitzacions geogràfiques o termes concrets. Aviat Flickr va arribar a ser un lloc web on posar en pràctica les tag clouds, que permeten accedir a les imatges etiquetades amb les paraules clau més populars. A causa de la seva compatibilitat amb les etiquetes, Flickr ha estat citat com un exemple d'ús eficaç de folksonomy (sistema de classificació basat en la creació i organització de tags per a anotar i catalogar contingut) tot i que Thomas Vander Wal (pare de la folksonomy) suggereix que Flickr no n'és el millor exemple.
Flickr també permet als usuaris organitzar les seves fotografies en "conjunts", o grups de fotos que s'inclouen en la mateixa partida. Els conjunts es poden mostrar com una presentació de diapositives i es poden compartir mitjançant la seva inserció en els llocs web. Els "conjunts" de Flickr representen una forma de metadades categòriques en lloc d'una jerarquia física.
Flickr ofereix una API força completa de servei web que permet als programadors crear aplicacions que poden realitzar gairebé totes les funcions que un usuari de Flickr pot fer.

### Organizr
Organizr és una aplicació web per a organitzar les fotos en un compte de Flickr a la qual es pot accedir a través de la interfície de Flickr. Permet als usuaris modificar les etiquetes, descripcions, i establir agrupacions, i per posar les fotos en un mapa del món (una funció proporcionada en conjunt amb Yahoo! Maps). S'utilitza Ajax per emular l'aparença, sensació i funcionalitat ràpida de les aplicacions d'administració de fotos d'escriptori basat, com Picasa de Google i F-Spot. Els usuaris poden seleccionar i aplicar els canvis a diverses fotos alhora, pel que és una millor eina per a l'edició de la interfície de Flickr estàndard lots.

### Picnik
Flickr tenia una aliança amb l'aplicació d'edició de fotos en línia Picknik, que va incloure una versió reduïda com a funció integrada a Flickr. A l'abril de 2012, Flickr va subsitiruir Picnik per Aviary com el seu editor de fotografies per defecte.
Actualment l'editor de Picknik s'anomena PicMonkey.

### Control d'accés
Flickr proporciona opcions d'emmagatzematge d'imatges de forma privada o pública. Un usuari, al pujar una imatge pot establir controls de privacitat que determinen qui pot veure la imatge. Les imatges privades són visibles per a la persona que les carrega per defecte, però l'usuari també les pot marcar com visibles per a certs amics i/o familiars que tingui agregats al compte. Els grups també poden ser privats, de manera que només els particiapants puguin veure les fotografies que comparteixen. Si un grup és públic les fotografies es converteixen en públiques. Flickr també proporciona una "llista de contactes" que es pot utilitzar per controlar l'accés a les imatges per a un conjunt específic d'usuaris.
Al novembre de 2006, Flickr va crear un sistema d'accés amb "passe de convidat" que permet compartir fotografies amb no-membres de la comunitat de Flickr. Amb aquest sistema, un usuari pot enviar les seves fotografgies de Flickr per correu electrònic a gent que no tingui compta Flickr perquè les puguin veure d'una altra manera restringida de la vista pública. Aquesta configuració permet que els conjunts o totes les fotos siguin compartides sota una determinada categoria de privacitat.

### Interacció i compatibilitat
Les funcionalitats de Flickr inclouen RSS i Atom i una API que permet als programadors expandir els seus serveis. La funcionalitat principal del lloc es basa en l'estàndard HTML i les característiques d'HTTP, el que permet una àmplia compatibilitat entre plataformes i navegadors. Organizr utilitza Ajax, amb el qual els navegadors més moderns són compatibles, i la majoria d'altres interfícies d'edició de text i etiquetes de Flickr també posseeixen la funcionalitat d'Ajax.
Les imatges poden ser publicades per l'usuaria la seva galeria en forma d'arxius adjunts en correus electrònics, fet que permet pujades directes des de molts telèfons mòvils amb càmera i aplicacions de correu electrònic.
Flickr ha estat triat per molts usuaris d'Internet com el seu lloc d'emmagatzematge de fotos principal, especialment els membres de la comunitat de blogs. A més, és popular entre els usuaris de Macintosh i Linux, a qui els llocs web per a compartir fotografies que requereixen Explorador de Windows els van tancar la porta.

## Controvèrsia

### Censura
El 12 de juny de 2007, arran del llançament de les versions traduïdes del lloc, Flickr implementa un sistema de classificació del costat de l'usuari per filtrar les fotos potencialment controvertites. Alhora, als usuaris amb comptes registrades a Yahoo filials a Alemanya, Singapur, Hong Kong i Corea se’ls va impedir la visualització de fotos classificades com a "moderades" o "restringides". Molts usuaris de Flickr, sobretot a Alemanya, van protestar contra les noves restriccions, al·legant censura no desitjat de Flickr i Yahoo.
La gestió de Flickr, sense voler entrar en detalls legals, explicà que la raó d'aquest filtratge es devia a certes lleis inusualment estrictes de verificació d'edat a Alemanya. El tema va rebre atenció en els mitjans nacionals d'Alemanya, sobretot en les publicaciones en línia. Els informes inicials indiquen que l'acció de Flickr va ser massa sensible i innecessàriament estricte a la precaució en aquest sentit.
El 20 de juny de 2007, Flickr va reaccionar concedint accés als usuaris alemanys a les fotografies "moderades".
L'1 de juny de 2009, Flickr va ser bloquejat a la Xina abans dels 20 anys de les protestes de la Plaça de Tiananmen de 1989.

### Publicitat de Virgin Mobile
El 2007, Virgin Mobile Austràlia va llançar una campanya publicitària en autobusos, que promovia els seus serveis de missatges de text per a mòbils amb el treball de fotògrafs aficionats que van pujar els seus treballs a Flickr amb una llicència Creative Commons de reconeixement. Els usuaris llicencien les seves imatges d'aquesta manera per alliberar la seva obra per a l'ús per a altres entitats, sempre que a l'autor original se li atribueixi el crèdit, sense cap altra compensació que calgui.
Virgin Mobile va confirmar aquesta única restricció mitjançant la impressió d'un URL que portava a la pàgina de Flickr dels fotògrafs, en cada un dels anuncis.

### Aplicació del copyright DMCA
Flickr ha estat criticat per la seva estricta aplicació de la llei de Drets d'Autor del Mil·lenni Digital. Sota la DMCA, un proveïdor de serveis com Flickr té l'obligació d'eliminar o bloquejar l'accés a contingut tan aviat com rebin una notificació oficial de la infracció per tal de mantenir la protecció de la responsabilitat. Després que una de les seves imatges fos reclamada per una aplicació incorrecta, el comediant David Gorman va investigar l'assumpte i va concloure que fins i tot si l'usuari és capaç de demostrar amb èxit que el contingut no infringeix cap dret d'autor, Flickr esborra el contingut. Gorman argumenta que això és contrari a les seves obligacions en resposta a una contra-notificació de la DMCA.

### 2013 nou disseny
El 20 de maig de 2013, Yahoo va anunciar una reestructuració important de la pàgina, que comportaria canvis en el seu aspecte i disseny. Aquest canvi va proporcionar a tots els usuaris de comptes gratuïtes 1 TB d'emmagatzematge, i es va interrompre l'opció de compra "Flickr Pro" per als nous usuaris. L'actualització també va donar als usuaris l'opció dels comptes "Doublr" i "Ad Free" amb un preu més elevat. Un gran nombre d'usuaris es va queixar de la nova imatge del lloc, molts expressant preocupació perquè el nou disseny fes cas omís de les necessitats dels fotògrafs professionals. TechRadar va suggerir que Yahoo estava canviant l'enfocament del lloc cap a un públic i un mercat més massiu. El periodista Derek Powazek va veure això com una estratègia amb la qual Flickr no volia fer pagar als clients però se centrava en l'obtenció d'ingressos gràcies a la publicitat.